# یوروپا یونیورسالیس ۳
یوروپا یونیورسالیس ۳ (انگلیسی: Europa Universalis III) یک بازی ویدئویی استراتژی راهبرد کلان که توسط پارادوکس دولوپمنت استودیو ساخته و به دست پارادوکس اینتراکتیو در ژانویه ۲۰۰۷ برای ویندوز و در نوامبر همان سال برای مک‌اواس منتشر شد.

## نسخه‌های پسین
ادامه این بازی، یعنی یوروپا یونیورسالیس ۴ در ۱۳ اوت ۲۰۱۳ منتشر شد.

## بازخوردها
| گردآورنده | امتیاز |
| --------- | ------ |
| متاکریتیک | 83/100 |

| ناشر     | امتیاز |
| -------- | ------ |
| گیم‌اسپات | 8.7/10 |
| آی‌جی‌ان   | 8.5/10 |

یوروپا یونیورسالیس ۳ در متاکریتیک ۸۳ درصد بازخوردهای مثبت گرفته‌است.